# Зографский палимпсест
Зографский палимпсест — старославянский глаголический текст, отрывок евангелия-апракоса, датируемый XI веком. Позже (вероятно, в конце XII века) текст был смыт, а на пергамене было написано также евангелие-апракос, но более поздней глаголицей (листы 41—57 в составе «Зографского евангелия»). Смытый текст был прочитан и издан (в кирилловской транслитерации) И. Добревым: Палимпсестовите части на Зографското евангелие // в сб. «Константин-Кирил Философ. Доклады от симпозиума, посветен на 1100-годишнината от смъртта му», София, 1971, стр. 157—164.